# Ą̈̄
Ą̈̄ (minuscule : ą̈̄), appelé A tréma macron ogonek, est une lettre latine utilisée dans l’écriture du tutchone du Nord et qui a été utilisé dans l’écriture du tutchone du Sud.
Il s’agit de la lettre A diacritée d’un tréma, d’un macron et d’un ogonek.

## Utilisation
En tutchone du Nord, ‹ ą̈̄ › est utilisé pour une voyelle ‹ ä › nasalisée avec un ton moyen.
En tutchone du Sud, ‹ ą̈̄ › a été utilisé pour une voyelle ‹ ä › nasalisée avec un ton descendant. Elle est maintenant écrite avec un caron plutôt qu’un accent circonflexe : ‹ ą̈̂ ›.

## Représentations informatiques
Le A tréma macron ogonek peut être représenté avec les caractères Unicode suivants : 
- composé et normalisé NFC (latin étendu A, diacritiques) :

| formes    | représentations | chaînes de caractères | points de code       | descriptions                                                          |
| --------- | --------------- | --------------------- | -------------------- | --------------------------------------------------------------------- |
| capitale  | Ą̈̄               | Ą◌̈◌̄                   | U+0104 U+0308 U+0304 | lettre majuscule latine a ogonek diacritique tréma diacritique macron |
| minuscule | ą̈̄               | ą◌̈◌̄                   | U+0105 U+0308 U+0304 | lettre minuscule latine a ogonek diacritique tréma diacritique macron |

- décomposé et normalisé NFD (latin de base, diacritiques) :

| formes    | représentations | chaînes de caractères | points de code              | descriptions                                                                      |
| --------- | --------------- | --------------------- | --------------------------- | --------------------------------------------------------------------------------- |
| capitale  | Ą̈̄               | A◌̨◌̈◌̄                  | U+0041 U+0328 U+0308 U+0304 | lettre majuscule latine a diacritique ogonek diacritique tréma diacritique macron |
| minuscule | ą̈̄               | a◌̨◌̈◌̄                  | U+0061 U+0328 U+0308 U+0304 | lettre minuscule latine a diacritique ogonek diacritique tréma diacritique macron |